# أليكس كول
أليكس كول (بالإنجليزية: Alex Cole) هو لاعب كرة قاعدة أمريكي، ولد في 17 أغسطس 1965 في فاييتفيل في الولايات المتحدة.

## وصلات خارجية
- أليكس كول على موقعبيزبول رفرنس.كوم (الدوري الرئيسي) (الإنجليزية)
- أليكس كول على موقعبيزبول رفرنس.كوم (الدوري الثانوي) (الإنجليزية)
- أليكس كول على موقع مشجعي الرسوم البيانية (الإنجليزية)